# Włocin-Kolonia
Włocin-Kolonia [pronunciación en polaco: /ˈvwɔt͡ɕin kɔˈlɔɲa/] es un pueblo ubicado en el distrito administrativo de Gmina Błaszki, dentro del condado de Sieradz, voivodato de Łódź, en el centro de Polonia. Se encuentra aproximadamente a 9 kilómetros al sur de Błaszki, a 26 kilómetros al oeste de Sieradz, y a 78 kilómetros al oeste de la capital regional , Łódź.